# Phebellia clavellariae
Phebellia clavellariae är en tvåvingeart som först beskrevs av Brauer och Julius Edler von Bergenstamm 1891.  Phebellia clavellariae ingår i släktet Phebellia och familjen parasitflugor. Arten har ej påträffats i Sverige. Inga underarter finns listade i Catalogue of Life.